# Eigentliche Aras
Die (Eigentlichen) Aras (Ara) bilden eine Gattung innerhalb der Familie der Eigentlichen Papageien (Psittacidae). Sie sind alle in Süd- und Mittelamerika beheimatet. Der Umfang der Gattung wird seit langem kontrovers diskutiert. Nach heutiger Auffassung gehören zu dieser Gattung noch acht Arten.
Das Wort Ara ist indigenen Ursprungs, das lautmalerisch aus dem Schrei der Tiere gebildet wurde. Diese typischen Laute sind jedoch nur den großen Arten eigen. Die Gattung wurde vom französischen Naturforscher Bernhard Germain de Lacépède 1799 erstmals definiert.

## Merkmale
Innerhalb der Gattung Ara variieren Größe und Färbung stark, die Körperform ist aber allgemein ähnlich. Alle Echten Aras weisen eine Gesichtsmaske auf, die auf beiden Gesichtsseiten aus einer größeren Hautfläche besteht, die völlig unbefiedert ist oder nur einige Reihen sehr kleiner Federn aufweist. Der Kopf ist breit mit einem sehr großen und kräftigen Schnabel. Der Schwanz ist lang und gestuft gefiedert. Ein Geschlechtsdimorphismus besteht nicht.

## Systematik

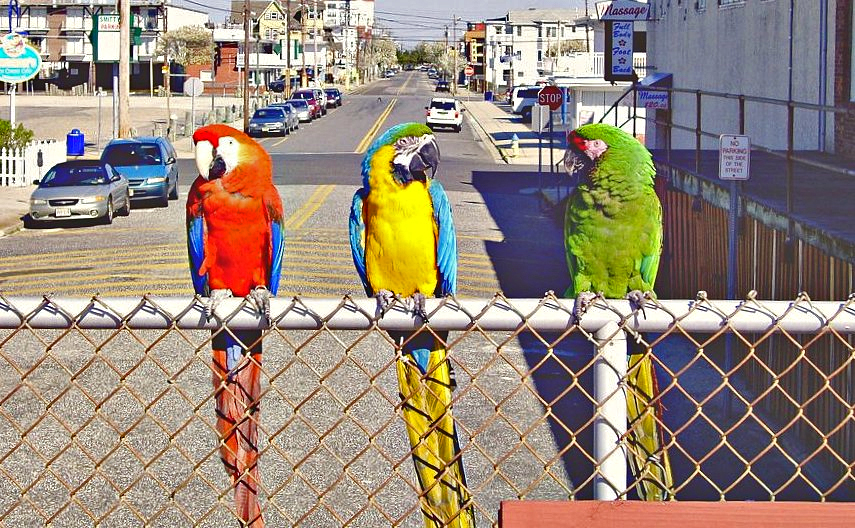
Scharlachara, Gelbbrustara und Soldatenara

Der Umfang der Gattung wird kontrovers diskutiert. Nach heutiger Auffassung gehören zu dieser Gattung nur noch die folgenden acht Arten:
- Gelbbrustara (Ara ararauna)
- Blaulatzara, auch Blaukehlara oder Caninde-Ara (Ara glaucogularis)
- Soldatenara (Ara militaris)
- Bechsteinara (Ara ambiguus)
- Scharlachara (Ara macao)
- Grünflügelara, auch Dunkelroter Ara (Ara chloropterus)
- Rotohrara (Ara rubrogenys)
- Rotbugara (Ara severa)

Zu den Eigentlichen Aras zählte man traditionell zusätzlich folgende Arten:
- † Kuba-Ara (Ara tricolor)
- Rotbauchara (Orthopsittaca manilatus)
- Rotrückenara (Primolius maracana)
- Blaukopfara, auch Gebirgsara (Primolius couloni)
- Halsbandara (Primolius auricollis)
- Grauschnabel-Zwergara (Diopsittaca nobilis)

Rotbauchara (jetzt: Orthopsittaca manilatus) und Grauschnabel-Zwergara (jetzt: Diopsittica nobilis) wurden in jeweils eigene Gattungen gestellt. Rotrückenara, Blaukopfara und Halsbandara wurden als Gattung Primolius von Ara abgetrennt.

## Ausgestorbene Arten ohne eindeutigen Beleg
Des Weiteren ist in Rothschilds Extinct Birds die Rede von sieben weiteren Arten, die bereits ausgestorben sind. Diese Aras waren Inselbewohner der Großen und Kleinen Antillen. Ein Nachweis, dass es sich bei diesen Populationen um eigene Arten oder vielmehr um Unterarten von noch existierenden Nominatformen gehandelt hat, konnte infolge der raschen Ausrottung nicht erbracht werden. Es sind jedoch zahlreiche zeitgenössische Berichte über diese Papageienarten überliefert (zum Beispiel Atwood, 1791; Du Tertre, 1654, 1677; Gosse, 1847; Labat, 1742).	
- Dominica-Ara (Ara atwoodi) – Dominica
- St.-Croix-Ara (Ara autocthones) – Saint Croix
- Blaugelber Ara (Ara erythrura) – Westindische Inseln (manchmal auch als Synonym für den Martinique-Ara beschrieben)
- Rotkopf-Ara (Ara erythrocephala) – Jamaika
- Gelbstirn-Ara (Ara gossei) – Jamaika
- Guadeloupe-Ara (Ara guadeloupensis) – Guadeloupe
- Martinique-Ara (Ara martinica) – Martinique